# Kvibille Mejeri
Kvibille Mejeri är ett svenskt ysteri som tillverkar cheddar och ädelostar. Det tillverkas årligen omkring 1,3 miljoner ostar. Ysteriet ägs av Arla Foods.

## Historik
Ysteriet grundades 1916 i Kvibille av mejeriägaren Håkan Jönsson och första ostsorten som tillverkades var hushållsost. Två år senare avled Jönsson och ysteriet övertogs av sonen Alfred Wendler. Produktionen av cheddarost kom igång 1928 medan ädelosten startade antingen 1932 eller 1933. Cheddarosten togs fram av Wendler och professorn Lars Fredrik Rosengren vid Alnarps lantbruksinstitut. Ett tag senare, efter att ysteriet började tillverka ädelosten, sålde Wendler det till dansken Marius Boel, som drev det fram till 1957 när Hallandsortens mejeriförening tog över. På mitten av 1900-talet blev flera mejerier nedlagda såsom mejerierna i Getinge och Harplinge, vilket gjorde att Kvibille fick då totalt omkring 1 000 mjölkbönder som levererade mjölk till ysteriet. År 1965 hade alla mejerier på Sveriges västkust gått med Lantbrukarnas mjölkcentral i Göteborg. Den 1 september 1972 blev dock mjölkcentralen en del av Mjölkcentralen i Stockholm. Mjölkcentralen blev senare Arla ek. för. och sedan Arla Foods. I mars 1997 blev ysteriets huvudbyggnad nästintill totalförstörd på grund av en brand men osttillverkningen låg dock bara nere drygt en månad innan den återstartades igen.
År 1980 blev ysteriet tilldelad ett hedersdiplom av Gastronomiska akademien med motiveringen "för hög ostkvalitet i allmänhet och särskilt för mejeriets cheddarost". Kvibilles ostar har även deltagit i världsmästerskap och svenska mästerskap för ostar.